# Hypsophila alpina
Hypsophila alpina är en fjärilsart som beskrevs av Max Wilhelm Karl Draudt 1950. Hypsophila alpina ingår i släktet Hypsophila och familjen nattflyn. Inga underarter finns listade i Catalogue of Life.